# Småjungfrukam
Småjungfrukam (Aphanes australis) är en rosväxtart som beskrevs av Per Axel Rydberg 1908. Småjungfrukam ingår i släktet jungfrukammar, och familjen rosväxter.

## Underarter
Arten delas in i följande underarter:
- A. a. australis
- A. a. bonifaciensis